# Санматенга
Санматенга (фр. Sanmatenga) — одна из 45 провинций Буркина-Фасо. Входит в состав Северо-Центральной области. Административный центр провинции — город Кая. Площадь провинции составляет 9281 км².

## Население
По данным на 2013 год численность населения провинции составляла 729 555 человек.
Динамика численности населения провинции по годам:
| 1996    | 1997    | 2005    | 2006    | 2013    |
| ------- | ------- | ------- | ------- | ------- |
| 464 032 | 460 684 | 585 365 | 598 232 | 729 555 |

## Административное деление
В административном отношении подразделяется на 11 департаментов:
- Барсалого
- Бусума
- Дабло
- Кая
- Корсиморо
- Мане
- Намисигима
- Пенса
- Пибаоре
- Писила
- Зига